# Elizabeth Trussell
Elizabeth Trussell (1496 - avant juillet 1527, Great Bentley), comtesse d'Oxford, est une aristocrate anglaise.
Elle est l'épouse de John de Vere (15e comte d'Oxford), la mère du 16e comte et la grand-mère de Sir Francis et de Sir Horace Vere, les « Veres combattants ».

## Famille et jeunesse
Elizabeth Trussell est née en 1496. Son père est Edward Trussell (vers 1478 - 16 juin 1499), fils unique de Sir William Trussell, chevalier du corps du roi Édouard IV et de Margaret Kene. Les Trussell sont une «très ancienne famille du Warwickshire» . Sa mère est Margaret Donne, fille de Sir John Donne (1450-1503) et d'Elizabeth Hastings (c.1450 – 1508), la sœur de William Hastings, 1er baron Hastings. La mère de Sir John Donne, Joan Scudamore, est la petite-fille du rebelle gallois Owain Glyndŵr. Elizabeth a un frère, John Trussell, décédé en 1499, dont elle est l'héritière.

Après la mort de son père le 16 juin 1499 et le décès de son frère la même année, Elizabeth Trussell devient une pupille royale. Sa tutelle et son mariage sont d'abord achetés au roi Henri VII par George Grey 2e comte de Kent, qui la destine à Sir Henry Grey, son fils cadet. Cependant, après la mort du 2e comte, Richard Grey, 3e comte de Kent, son fils aîné et héritier, enlève Elizabeth Trussell, un crime pour lequel le roi lui inflige une lourde amende :
Âgé d'au moins vingt-cinq ans lorsqu'il succéda à son père en 1503, le 3e comte gaspille la fortune de sa famille - peut-être, comme le dit Dugdale, était-il un joueur. Dans une série frappante d'aliénations, il donne ou vend la plupart des terres, principalement dans le Bedfordshire, dont il a hérité. Le comte s'est également rapidement endetté envers le roi : il n'a pas payé la livrée pour les terres de son père, et il a été condamné à une amende de 2500 marks pour avoir enlevé Elizabeth Trussell, dont le deuxième comte avait laissé la tutelle au demi-frère de Richard, Henry ; il n'a alors pas respecté les échéances prévues pour le paiement de l'amende.
À la suite de ces événements, la tutelle et le mariage d'Elizabeth Trussell reviennent entre les mains du roi, qui les vend le 29 avril 1507 à John de Vere (13e comte d'Oxford), et à son cousin John de Vere, futur 15e comte, pour un paiement initial de 1 000 marks, ainsi que 387 livres supplémentaires à payer chaque année, moins 20 livres par an pour l'entretien d'Elizabeth. La valeur annuelle des terres d'Elizabeth a été estimée dans l'inquisition post mortem faite après la mort de son frère à 271 livres par an.

## Mariage et descendance
Entre le 29 avril 1507 et le 4 juillet 1509, Elizabeth devient la deuxième épouse de John de Vere (15e comte d'Oxford),,.
Le couple a quatre fils et trois filles :
- Elizabeth de Vere (née vers 1512), seconde épouse de Thomas Darcy (1er baron Darcy de Chiche) (décédé le 28 juin 1558), avec qui elle a trois fils, John Darcy, 2e baron Darcy de Chiche (décédé le 3 mars 1581), Aubrey (décédé en 1558-1568) et Robert (décédé vers 1568), et deux filles, Thomasine et Constance, épouse d'Edmund Pyrton (décédé vers 1609)[13],[14].
- John de Vere (1516 - 3 août 1562), 16e comte d'Oxford, qui épouse d'abord Dorothy Neville (décédée vers le 6 janvier 1548)[15], deuxième fille de Ralph Neville (4e comte de Westmorland), avec qui il a une fille, Katherine de Vere, épouse d'Edward Windsor, 3e baron Windsor. Le comte se marie en secondes noces avec Margery Golding (décédée le 2 décembre 1568)[16], avec qui il a un fils, Édouard de Vere, 17e comte d'Oxford, et une fille, Mary de Vere.
- Frances de Vere (1517 - 30 juin 1577), qui épouse d'abord Henry Howard, comte de Surrey, et donne naissance à Jane Howard, Thomas Howard (4e duc de Norfolk), Margaret Howard, Henry Howard (1er comte de Northampton) et Katherine Howard. Frances de Vere se remarie avec Thomas Staynings[10],[17].
- Aubrey de Vere (décédé en 1580), qui épouse d'abord Margaret Spring, la fille de John Spring de Lavenham, avec qui il a une fille, Jane, épouse d'Henry Hunt de Gosfield, et un fils, Hugh Vere[18], époux d'Eleanor Walsh, fille de William Walsh. Hugh Vere et Eleanor Walsh ont un fils, Robert de Vere (19e comte d'Oxford). Aubrey de Vere se remarie avec Bridget Gibbon, fille de Sir Anthony Gibbon de Lynn, Norfolk[19],[12].
- Robert de Vere (1520-1598), qui épouse d'abord Barbara Berners, avec qui il a un fils, John Vere[18], et une fille, Mary Vere, puis Joan Hubberd, sœur d'Edward Hubberd.
- Anne de Vere, (1522-14 février 1572), qui épouse d'abord Edmund Sheffield, 1er baron Sheffield, petit-fils de Robert Sheffield, avec qui elle a un fils et trois filles. Edmund Sheffield est tué le 31 juillet 1549 lors de la répression de la rébellion de Kett. Anne de Vere se remarie avec John Brock, fils et héritier de John Brock et d'Agnès Wiseman[20].
- Geoffrey de Vere (1523-1572), épouse en 1556 Elizabeth Hardekyn (décédée en décembre 1615), fille de Richard Hardekyn, avec qui il a quatre fils, John Vere (1558-1624), Sir Francis Vere (1560-1609), Robert Vere (né en 1562) et Sir Horace Vere (1565-1635), et une fille, Frances Vere (née en 1567), qui épouse, en seconde épouse, l'aventurier colonial et auteur Sir Robert Harcourt (1574/5-1631) le 20 mars 1598[21],[22],[23],[24].

Elizabeth meurt avant juillet 1527 et est inhumée en l'église Saint-Nicolas de Castle Hedingham dans l'Essex, où son effigie apparaît sur la tombe en marbre noir érigée pour elle et son mari.